# Miranda Richardson
Miranda Jane Richardson (Southport, Lancashire, 3 de março de 1958) é uma atriz britânica.
Foi indicada duas vezes ao Óscar nas categorias de Melhor Atriz Coadjuvante e Melhor Atriz pelos seus papéis nos filmes Damage e Tom & Viv em 1993 e 1995, respectivamente. Ganhou dois Globos de Ouro nas categorias de Melhor Atriz - Comédia ou Musical e Melhor Atriz Coadjuvante em Televisão por Enchanted April e Fatherland, além do BAFTA de Melhor Atriz Coadjuvante por Damage.

## Filmografia parcial
- 1985 - Dance with a Stranger .... Ruth Ellis
- 1987 - Comendo os Ricos .... loura
- 1987 - Império do Sol .... sra. Victor
- 1992 - The Crying Game .... Jude
- 1992 - Damage .... Ingrid Fleming
- 1992 - Enchanted April .... Rose Arbuthnot
- 1994 - Fatherland .... Charlie
- 1994 - Tom & Viv .... Vivienne Haigh-Wood
- 1996 - Kansas City .... Carolyn
- 1997 - The Apostle .... Tootsie
- 1999 - Alice no País das Maravilhas .... Rainha de Copas
- 1999 - A Lenda do Cavaleiro sem Cabeça .... Lady Van Tassel / Crone
- 2000 - Get Carter .... Gloria Carter
- 2000 - A Fuga das Galinhas .... Sr.ª Tweedy (voz)
- 2002 - Spider .... Yvonne / sra. Cleg
- 2002 - As horas.... Vanessa Bell
- 2004 - The Prince and Me .... Rosalind
- 2004 - O fantasma da ópera.... Madame Giry
- 2005 - Gideon's Daughter … Stella
- 2005 - Harry Potter e o Cálice de Fogo .... Rita Skeeter
- 2005 - The Adventures of Bottle Top Bill and His Best Friend Corky .... voz
- 2006 - Southland Tales .... Nana Mae Van Adler-Frost
- 2006 - Paris, je t'aime .... a esposa
- 2009 - The Young Victoria .... Vitória de Saxe-Coburgo-Saalfeld
- 2010 - Harry Potter e as Relíquias da Morte - Parte 1.... Rita Skeeter
- 2010 - Made in Dagenham .... Barbara Castle
- 2010 - Rubicon (série de televisão)
- 2011 - Harry Potter e as Relíquias da Morte - Parte 2.... Rita Skeeter
- 2012 - Parade's End (série de televisão)
- 2012 - World Without End (série de televisão) .... Madre Cecília
- 2014 - Maleficent .... Rainha Ulla
- 2019 - Good Omens (série de televisão) .... Madame Tracy
- 2023 - Good Omens (série de televisão) .... Shax

## Prêmios e indicações
Foi indicada ao Oscar e ao Globo de Ouro de melhor atriz coadjuvante pelo seu desempenho em Damage, pelo qual ganhou o Bafta na mesma categoria. Foi indicada ao Oscar, ao Bafta e ao Globo de Ouro, todos de melhor atriz, por sua atuação em Tom & Viv. Foi premiada com o Golden Globe Award em 1992 de melhor atriz de musical ou comédia por Enchanted April e em 1994 de melhor atriz de minissérie ou filme para a televisão por Fatherland.